# HD 202206 c
HD 202206 c는 2004년 11월 16일 발견된 외계 행성이다. 이 행성은 어머니 항성 HD 202206을 오랜 시간에 걸쳐 관찰한 끝에 존재를 입증했다. 먼저 발견된 동반 천체 HD 202206 b는 갈색 왜성임이 판명되었다.
이 행성은 먼저 발견된 b보다 공전 궤도는 3.07배 멀고, 질량은 7.13분의 1 수준이다. 질량은 목성의 2.44배이며 크기는 목성과 거의 같다. c와 갈색 왜성 b의 궤도공명비는 5:1이다. 궤도이심률은 0.44로, 우리 태양계 내 에리스를 제외한 어떠한 행성보다도 찌그러진 궤도를 돌고 있다.

## 참고 문헌
- Correia;  외. (2005). “A pair of planets around HD 202206 or a circumbinary planet?”. 《Astronomy & Astrophysics》 (영어) 440: 751-758.